# Aber Castle Mound
Aber Castle Mound är platsen där en normandisk borg antas ha legat i Wales i Storbritannien. Den ligger i byn Abergwyngregyn i kommunen Gwynedd, 7 km öster om staden Bangor. Borgen antas ha uppförts på 1000-talet av Hugh Lupus. 
Aber Castle Mound ligger 34 meter över havet. Runt Aber Castle Mound är det ganska tätbefolkat, med 60 invånare per kvadratkilometer. Trakten runt Aber Castle Mound består i huvudsak av gräsmarker.